# سنغلي شيرين
سنغلي شيرين (بالفارسية: سنگلی شیرین) هي مستوطنة تقع في قسم فاروج الريفي في إيران. يقدر عدد سكانها بـ 231 نسمة بحسب إحصاء 2016.